# Колодзей, Анджей
Анджей Колодзей (пол. Andrzej Kołodziej; 18 ноября 1959, Загуж) — польский диссидент и профсоюзный деятель, активист Солидарности и Борющейся Солидарности. Слесарь на судоверфи, один из лидеров забастовочного движения августа 1980 в Труймясто. Представитель радикально антикоммунистического крыла польского рабочего движения. В 1990-х — председатель местного совета в одном из районов Загужа. Руководитель Фонда исторических инициатив.

## Слесарь-диссидент
Родился в многодетной семье, проникнутой антикоммунистическими настроениями. Отец Анджея Колодзея был железнодорожным служащим, мать — врачом скорой помощи. Дед по материнской линии в 1939 участвовал в обороне Львова, потом был солдатом Армии Крайовой.
В 1977 Анджей Колодзей окончил профессиональное училище в Саноке. Работал в Гданьске слесарем на судоверфи. Не смог обучиться на техника-судостроителя, поскольку был исключён из училища за антиправительственную деятельность. В 1978 примкнул к нелегальным Свободным профсоюзам Побережья и Движению защиты прав человека и гражданина, распространял бюллетень КОС-КОР Robotnik. В январе 1980 уволен с Гданьской судоверфи вместе с Анной Валентынович. Перешёл на судоверфь в Гдыне.

## Вожак-забастовщик
15 августа 1980 20-летний Колодзей возглавил забастовку на судоверфи имени Парижской коммуны. Показал себя эффективным организатором, занимал жёсткую позицию в отношении властей. Радикализм Колодзея вызывал недовольство более умеренного Леха Валенсы.

Валенса говорил мне, что если бы милиция и Служба безопасности были в его руках, я бы сидел в тюрьме.

Анджей Колодзей

Как председатель забастовочного комитета Гдыни Анджей Колодзей входил в Межзаводской забастовочный комитет и в делегацию на переговорах с правительственной комиссией вице-премьера ПНР Мечислава Ягельского. Под историческими Гданьскими соглашениями 31 августа 1980 стоит и подпись Колодзея.
В 1980—1981 Анджей Колодзей — заместитель председателя межзаводского забастовочного комитета в Гданьске, де-факто — заместитель председателя «Солидарности» (председателем фактически являлся Валенса, хотя официально он был избран на этот пост только на съезде профсоюза в сентябре 1981). Курировал организацию региональных структур «Солидарности». Находился в перманентном конфликте с Валенсой, обвинял его в соглашательстве с ПОРП, предательстве рабочего движения (ещё в 1970) и авторитарных наклонностях. В июле 1981 Колодзей порвал с Валенсой, отказавшись от поста заместителя председателя. При этом он остался активным деятелем «Солидарности».

## Чехословацкий арест. В «Борющейся Солидарности»
С января 1981 Колодзей по собственной инициативе начал организовывать распространение независимой печати в ЧССР. В октябре 1981 был арестован чехословацкой госбезопасностью за незаконный переход границы. В апреле 1982 осуждён в Остраве на 1 год и 9 месяцев лишения свободы. Период военного положения провёл в чехословацких тюрьмах. В июле 1983 передан властям ПНР. Вскоре освобождён.
В 1984 Анджей Колодзей вступил в «Борющуюся Солидарность» (SW). Входил в руководящий орган SW, участвовал в многочисленных акциях протеста (в том числе в голодовке после ареста Анджея Гвязды и его избиения ЗОМО), распространял подпольную литературу. После ареста Корнеля Моравецкого в ноябре 1987 Анджей Колодзей был временным председателем SW. Арестован в январе 1988. При посредничестве польского епископата в апреле выслан в Италию вместе с Моравецким. 3 мая 1988 встретился с Папой Римским Иоанном Павлом II.
Колодзей выступал против диалога «Солидарности» с ПОРП. В сентябре 1988 опубликовал в журнале польской эмиграции Kultura критическую статью Współrządzić czy konspirować («Совместное правление или сговор»). Осудил переговоры в Магдаленке, не принял соглашений Круглого стола. Таким образом, острые разногласия Колодзея с Валенсой проявились в очередной раз.

## Районный совет. Общественная деятельность
В 1990 Анджей Колодзей вернулся в Польшу. В 1994—1998 возглавлял местный совет в своём родном районе Загужа (на этот период пришлась телефонизация района). По завершении срока полномочий вновь переехал в Гдыню.
С июля 2010 — президент Поморского фонда исторических инициатив. Весной 2012 Фонд организовал юбилейные мероприятия к 30-летию «Борющейся Солидарности», в которых принимали участие представители движения крымских татар.
Колодзей резко порицает польскую политическую элиту (в частности, он негативно оценил её поведение после Смоленской катастрофы 2010), обвиняет лидеров «Солидарности» в измене идеалам Августа-1980 и сговоре с коммунистической верхушкой в 1988—1989. Подобно Мариану Юрчику, Анджей Колодзей призывает вернуться к изначальным принципам движения «Солидарность».

Политики, возведённые на вершину власти доверием миллионов людей, решили использовать «Солидарность» как ключ к личной карьере. Михник первым использовал «Солидарность» для утверждения собственной легитимности, после чего отказался от профсоюза. Правительство Мазовецкого воспользовалось «Солидарностью» для проведения драконовских реформ, направленных против тех, кто завоевал свободу. Валенса манипулировал «Солидарностью» в своей борьбе за власть.

Не так следует понимать «Солидарность». Бесспорно, профсоюз продолжает движение, которое возникло в результате победы в августе 80. Но «Солидарность» — это нечто большее. Это воплощение ценностей единства, достоинства, свободы и ответственности, вдохновлявших нас на борьбу и позволивших одолеть тоталитарную систему коммунизма. «Солидарность» — это историческая основа польской независимости. И никто не имеет морального права на владение этой великой идеей! Потому что «Солидарность» принадлежит всем нам.

Анджей Колодзей, 30 августа 2010

Анджей Колодзей — почётный гражданин Гданьска и Загужа. В 1988 награждён Орденом Возрождения Польши от польского правительства в изгнании (вместе с Корнелем Моравецким), в 2006 получил Командорский крест Возрождения Польши от президента Польши Леха Качиньского. Удостоен также Креста Борющейся Солидарности и медали имени Эугениуша Квятковского за вклад в развитие Гдыни.